# Federico Santiago Iglesias
Federico Santiago Iglesias (16 de junio de 1872) fue un militar español. General de brigada de la Guardia Civil en 1934, pasó a la reserva en junio de 1936. 

## Trayectoria
Con el empleo de Coronel, estuvo destinado en la Dirección General de la Guardia Civil. Una vez suprimida, por decreto de 30 de agosto de 1932, pasó a mandar el 2.º Tercio, del que era Subinspector Luis Grijalvo Celaya, que con esa fecha quedó en situación de disponible tras el intento de Golpe de Estado de Sanjurjo.  Otro coronel también destinado en la Dirección General de la GC, Fernando Valero Barragán, pasó a mandar el 23.º Tercio. 
El general de brigada Ricardo Salamero Ortiz era jefe de la 2.ª zona de la GC y cesó con fecha 21 de mayo de 1936. Dos días después la Gaceta de Madrid  publicaba el nombramiento de Santiago Iglesias como nuevo jefe . Pasó a la primera reserva el 21 de junio de 1936, al cumplir la edad reglamentaria. 